# Briggsia agnesiae
Briggsia agnesiae là một loài thực vật có hoa trong họ Tai voi. Loài này được (Forrest ex W.W.Sm.) Craib mô tả khoa học đầu tiên năm 1920.